# شهرستان قوش‌تپه
ناحیهٔ قوش‌تپه (به ازبکی: Qoʻshtepa District) یک ناحیه در ازبکستان است که در ولایت فرغانه واقع شده‌است. ناحیه قوش‌تپه ۳۹۰ کیلومتر مربع مساحت و ۱۳۷٬۳۰۰ نفر جمعیت دارد.